# Jesús Corona (ur. 1981)
José de Jesús „Chuy” Corona Rodríguez (ur. 26 stycznia 1981 w Guadalajarze) – meksykański piłkarz grający na pozycji bramkarza. Od 2023 roku zawodnik Club Tijuana.

## Kariera klubowa
Corona pochodzi z Guadalajary. Karierę zawodniczą rozpoczął w tamtejszym klubie Atlas Guadalajara. Do pierwszej drużyny trafił w 2000 roku, ale nie mając szans na grę (pierwszym bramkarzem był wówczas Erubey Cabuto) został na sezon 2001/2002 wypożyczony do drugoligowego Bachilleres. Latem 2002 wrócił do Atlasu i zadebiutował lidze meksykańskiej. Występował w tym klubie przez 2 lata i zaliczył 49 występów. W 2004 roku zmienił barwy klubowe i przeniósł się do rywala zza miedzy, UAG Tecos. Grając w UAG stał się jednym z czołowych bramkarzy ligi. W 2005 roku osiągnął największy do tej pory sukces, jakim było wicemistrzostwo fazy Clausura (porażka w dwumeczu 3:6 z Club América). W Clausura 2007 dotarł natomiast do półfinału play-off. 16 czerwca 2009 roku Corona związał się trzyletnim kontraktem z Cruz Azul.

## Kariera reprezentacyjna
W reprezentacji Meksyku Corona zadebiutował 27 kwietnia 2005 roku w zremisowanym 1:1 towarzyskim meczu z Polską. W 2006 roku został powołany przez selekcjonera Ricardo La Volpe do kadry na Mistrzostwa Świata w Niemczech, ale tam był tylko rezerwowym bramkarzem dla Oswaldo Sáncheza i nie zagrał ani minuty.